# Vincas Kęstutis Babilius
Vincas Kęstutis Babilius (ur. 23 lipca 1937 w Kownie, zm. 24 października 2003) – litewski inżynier, polityk, minister gospodarki w latach 1996–1999.

## Życiorys
Po ukończeniu w 1959 studiów inżynierskich na wydziale mechaniki Kowieńskiego Instytutu Politechnicznego rozpoczął pracę w wileńskiej fabryce produkującej maszyny liczące. Pełnił tam kolejno funkcje inżyniera-konstruktora, inżyniera-technologa, naczelnego mistrza i kierownika warsztatu. Od 1962 był zatrudniony jako naczelny inżynier w fabryce liczników elektrycznych w Wilnie, a w 1982 awansował na stanowisko dyrektora generalnego. Zachował je po przekształceniu fabryki w 1995 w spółkę akcyjną "Skaiteks".
10 grudnia 1996 objął stanowisko ministra gospodarki w rządzie Gediminasa Vagnoriusa z rekomendacji Związku Ojczyzny. Funkcję tę sprawował do czerwca 1999. W 1997 bez powodzenia brał udział jako kandydat Związku Ojczyzny w wyborach uzupełniających do Sejmu.
Po odejściu z rządu wrócił do pracy w sektorze prywatnym. Pełnił funkcję prezesa zarządu spółki "Elgamos grupė".